# DR. STEIN
「DR. STEIN」は、ドイツのヘヴィメタル・バンド、ハロウィンが1988年に発表した楽曲。アルバム『守護神伝 -第二章-』からの先行シングル（バンドにとって通算3作目）としてリリースされた。

## 解説
バンドの母国ドイツでは、7インチ・シングル、12インチ・シングル、12cmCDシングルの形態で発売され、日本では4曲入りのCDとしてリリースされた。CDシングルにカップリング曲として収録された「ヴィクティム・オブ・フェイト」は、ミニ・アルバム『ハロウィン』（1985年）収録曲を再レコーディングしたものである。
この曲は2009年発売のアルバム『アンアームド』にアコースティック・ヴァージョンが収録された。

## 収録曲
1. DR. STEIN - Dr. Stein
  - 作詞・作曲：マイケル・ヴァイカート
2. サヴェッジ - Savage
  - 作詞・作曲：マイケル・キスク
3. リヴィン・エイント・ノー・クライム - Livin' Ain't No Crime
  - 作詞・作曲：マイケル・ヴァイカート
  - 12インチ・シングル、CDシングルに収録
4. ヴィクティム・オブ・フェイト（フィーチャリング“マイケル・キスク”） - Victim Of Fate
  - 作詞・作曲：カイ・ハンセン
  - CDシングルに収録

## 演奏メンバー
- Vo.マイケル・キスク
- Gu.カイ・ハイセン
- Gu.マイケル・ヴァイカート
- Ba.マーカス・グロスコフ
- Dr.インゴ・シュヴィヒテンバーグ

## カヴァー
- スティール・アタック（英語版） - トリビュート・アルバム『キーパーズ・オブ・ジェリコ〜トリビュート・トゥ・ハロウィン・パート2』（2003年）に提供。
- フリーダム・コール - ライヴ・アルバム『Live Invasion』（2004年）のボーナス・ディスクに収録[6]。